# Brosso
Brosso – miejscowość i gmina we Włoszech, w regionie Piemont, w prowincji Turyn.
Według danych na rok 2004 gminę zamieszkiwały 474 osoby, 43,1 os./km².